# Луций Юлий Фаустиниан
Луций Юлий Фаустиниан (на латински: Lucius Iulius Faustinianus) е политик и сенатор на Римската империя през началото на 3 век.
Около 207 – 209/210 г. той е управител на провинция Долна Мизия.